# Viaskogen
Viaskogen är ett kommunalt naturreservat i Kumla kommun i Örebro län.
Området är naturskyddat sedan 2005 och är 70 hektar stort. Reservatet består av en blandskog av i huvudsak gran, tall, björk och asp.